# ملبس (مسرح)

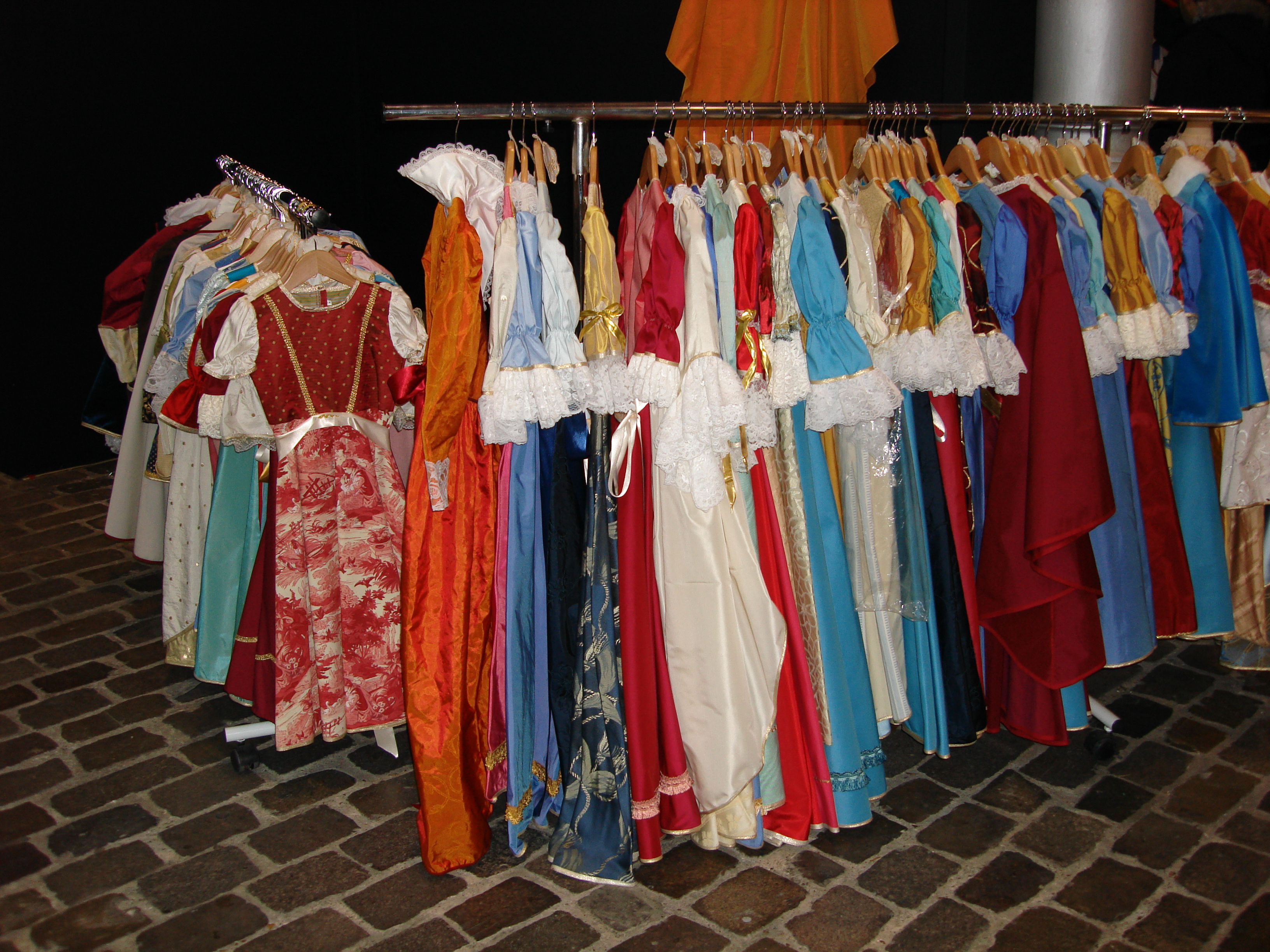
الملابس المستخدمه في سينمائية باريس 2009

المُلَبِّس أو المُلَبِّسة هو عامل مسرح يشارك في الحفاظ على جودة الملابس في كل أداء. يجري تعيينهم إما من قبل المخرج أو المنتج أو مشرف خزانة الملابس. يقدم الملبس تقاريره مباشرة إلى مشرف خزانة الملابس وعادة ما يعملون بالمساوعة أي بالساعة.